# Hurdegaryp

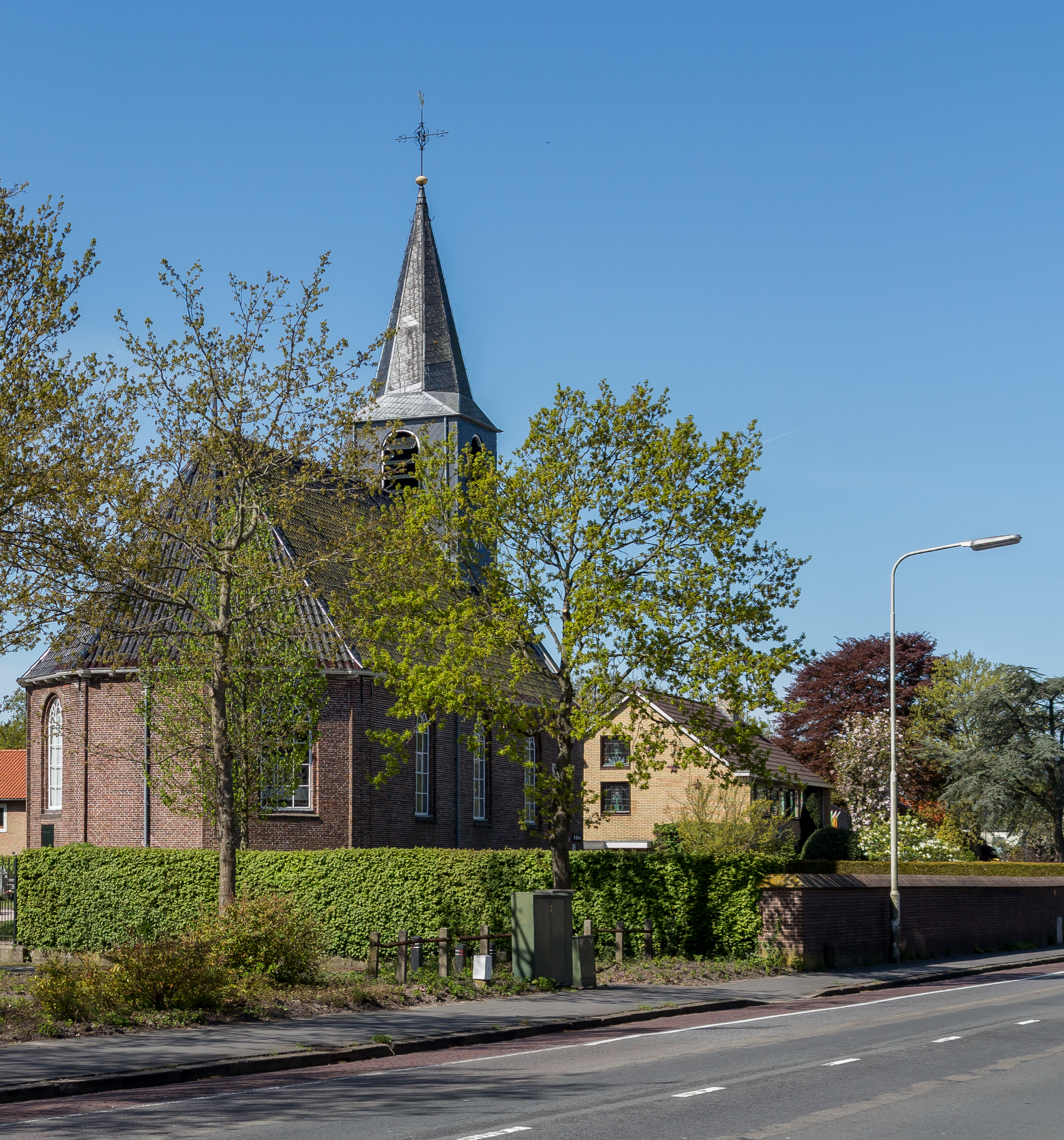
Église (de Hofkerk) dans la rue

Hurdegaryp est un village situé dans la commune néerlandaise de Tytsjerksteradiel, dans la province de la Frise. Son nom en néerlandais est Hardegarijp. Le 1er janvier 2009, le village comptait 4 959 habitants.

## Transport
Hurdegaryp possède une gare ferroviaire sur la ligne de chemin fer reliant Leeuwarden à Groningue.